# 상남초등학교 미교분교
상남초등학교 미교분교는 대한민국 강원특별자치도 인제군 상남면 상남리 1733-1에 있었던 공립 초등학교이다.

## 역사
- 1957.04.01 상남국민학교 미교공민학교 설립
- 1958.04.01 상남국민학교 미교분교장 인가
- 1965.08.19 미교국민학교로 승격
- 1984.03.01 상남국민학교 미교분교장으로 격하
- 1996.03.01 상남초등학교 미교분교장
- 1997.03.01 폐교